# Tegowangi
Tegowangi is een bestuurslaag in het regentschap Kediri van de provincie Oost-Java, Indonesië. Tegowangi telt 5320 inwoners (volkstelling 2010).